# Asphondylia stachytarpheta
Asphondylia stachytarpheta är en tvåvingeart som beskrevs av Barnes 1932. Asphondylia stachytarpheta ingår i släktet Asphondylia och familjen gallmyggor. Inga underarter finns listade i Catalogue of Life.